# Sauvetage d'embryons
Le sauvetage d'embryons est une forme de culture in vitro utilisée pour pallier des difficultés de culture classique dans divers contextes.

## Intérêts
Le sauvetage d'embryons est l'une des formes les plus anciennes et les plus réussies de culture in vitro, qui est utilisée pour aider au développement d'embryons végétaux qui pourraient sinon ne pas survivre et devenir des plantes viables.
Le sauvetage d'embryons joue un rôle important dans l'amélioration des plantes moderne, et permet de créer des hybrides interspécifiques et intergénériques de plantes cultivées alimentaires et ornementales. Cette technique consiste à nourrir l'embryon immature ou faible, ce qui lui permet de survivre. Les embryons végétaux sont des structures multicellulaires qui ont le potentiel de se transformer en une nouvelle plante. Le procédé de sauvetage d'embryons le plus largement utilisé est appelé « culture d'embryons » et implique d'exciser des embryons végétaux et de les placer dans un milieu de culture.
Le sauvetage d'embryons est le plus souvent utilisé pour créer des croisements interspécifiques et intergénériques qui produiraient normalement des graines avortées. L'incompatibilité interspécifique chez les plantes peut se produire pour de nombreuses raisons, mais la plupart du temps, c'est l'avortement embryonnaire qui se produit.
En sélection végétale, des croisements entre parents génétiquement éloignés peuvent se traduire par de petites graines chétives, qui indiquent que la fécondation s'est produite, mais que la graine ne se développe pas. Souvent, ces hybridations éloignées échouent à développer une reproduction sexuelle normale, de sorte que le sauvetage d'embryons peut aider à contourner ce problème.

## Histoire
Le sauvetage d'embryons a d'abord été attesté au XVIIIe siècle lorsque le naturaliste suisse, Charles Bonnet (1720-1793), a excisé des embryons de Phaseolus et Fagopyrum, les a plantés dans le sol et que leur croisement a produit des plantes naines.
Peu de temps après, les scientifiques ont commencé à placer les embryons dans divers milieux nutritifs. De 1890 à 1904, les systèmes de sauvetage d'embryons sont devenus systématiques grâce au recours à des solutions nutritives contenant des sels et des sucres et à l'asepsie.
La première culture d'embryons in vitro réussie a été réalisée par le botaniste allemand, E. Hanning, en 1904, mais il a décrit des problèmes d'embryons précoces qui ont produit des plantules petites, faibles et souvent non viables.

## Applications
- Sélection d'hybrides interspécifiques et intergénériques incompatibles.
- Contournement de la dormance des graines.
- Détermination de la viabilité des semences.
- Récupération des haploïdes maternels qui se développent après l'élimination d'un chromosome à la suite d'une hybridation interspécifique.
- Études sur la physiologie de la germination et le développement des graines.

## Techniques
En fonction de l'organe cultivé, on peut parler de culture d'embryons, d'ovules ou d'ovaires. La culture d'ovules, ou culture d'embryons in ovolo, est une technique de sauvetage d'embryons modifiée dans laquelle les embryons sont cultivés tout en restant dans leurs ovules pour éviter qu'ils soient endommagés pendant le processus d'excision.
La culture d'ovaires ou de gousses, d'autre part, fait appel à l'utilisation d'un ovaire entier dans la culture in vitro. Il devient nécessaire d'exciser la totalité du petit embryon pour prévenir un avortement embryonnaire précoce. Cependant, comme il est techniquement difficile d'isoler intacts des embryons minuscules, on utilise souvent des ovaires avec de jeunes embryons ou des ovules fécondés entiers.

## Facteurs à considérer
Les embryons sont excisés manuellement et placés immédiatement dans un milieu de culture qui fournit les nutriments appropriés pour assurer leur survie et leur croissance. Alors que les processus de désinfestation et d'excision de l'explant diffèrent selon les techniques, les facteurs qui contribuent à la réussite de la récupération de plantes viables sont souvent similaires. Les principaux facteurs qui influent sur le succès sont : la période de la culture, la composition du milieu de culture et la température et l'éclairement. La période correspond principalement au stade de maturation de l'embryon avant l'excision. La période optimale, en particulier pour le sauvetage d'embryons impliquant des croisements incompatibles, serait juste avant l'avortement embryonnaire. Néanmoins, en raison des difficultés liées à la culture de jeunes embryons par rapport à ceux qui ont atteint la phase autotrophe du développement, les embryons sont normalement autorisés à se développer in vivo aussi longtemps que possible. Tandis qu'en général, deux types principaux de milieux sont les plus couramment utilisés pour les études de sauvetage d'embryons, à savoir les milieux Murashige et Skoog (MS) et B-5 de Gamborg, la composition du milieu peut varier en termes de concentration des suppléments nécessaires. Cela dépend généralement du stade de développement de l'embryon. Par exemple, les jeunes embryons nécessitent un milieu complexe avec une concentration élevée en saccharose, tandis que des embryons plus développés peuvent généralement croître sur un milieu simple à faible teneur en saccharose. Les exigences de température et d'éclairement sont généralement spécifiques à l'espèce et, par conséquent, les embryons sont habituellement maintenus dans la même gamme de température que celle requise pour les plantes mères, les embryons de plantes cultivées de saison froide nécessitant des températures plus basses que celles des plantes de saison chaude.
La culture de cellules, de tissus et d'organes, tant végétaux qu'animaux, est possible en milieu nutritif artificiel dans des conditions de laboratoire contrôlées. De nombreux produits recherchés, comme par exemple des médicaments, des vaccins, des anticorps monoclonaux, peuvent être obtenus par l'intermédiaire d'une culture tissulaire.